# Vänsterns studentförbund
Vänsterns studentförbund (VSF) var under perioden 1998-2020 Vänsterpartiets studentförbund. Studentföreningen vid Stockholms universitet lever dock vidare, nu som partiförening inom Vänsterpartiet i Stockholm.
Förbundet såg en historisk föregångare i Kommunistiska Högskoleförbundet (KHF), dock fanns ingen direkt organisatorisk koppling förbunden emellan. VSF var länge ett registrerat kårparti i bland annat Stockholms universitets studentkår, Uppsala studentkår och Umeå studentkår där list- eller partival har förekommit inom studentkårerna. Under 2020 bytte VSF:s lokalförening i Stockholm namn till VSF och blev en del av Vänsterpartiet. VSF har behållit förkortningen och finns kvar som kårparti med syfte att ställa upp i kårval vid Stockholms universitet.
VSF har haft höga resultat i kårval, framför allt i Umeå och Stockholm. År 2021 blev VSF störst i kårvalet vid Stockholms universitet. 
Under 2013–2014 stöttade VSF rörelsen ockupera universitetet och dess landsomfattande manifestationer och ockupationer av flera av Sveriges största universitet.

## Organisation
Vänsterns studentförbund samarbetade med bland annat Vänsterpartiet och Ung Vänster, men fattade utifrån egna analyser självständiga beslut i organisatoriska och politiska frågor.

## Förbundsordförande
- 1998–1999 Susanne Ström
- 1999–2000 Poly Jensell (då: Poly Gallardo)
- 2000–2004 Lena Malmberg
- 2004–2006 Linnea Nilsson
- 2006–2008 Carolina Lindkvist
- 2008–2010 Mia Sand
- 2010–2011 Mikael Pettersson (tillförordnad)
- 2011–2013 Elin Melander
- 2013–2017 Sandra Lindquist
- 2017–2020 Kollektivt ledarskap